# Язґажевщизна
Язґажевщизна (пол. Jazgarzewszczyzna) — село в Польщі, у гміні Лешноволя Пясечинського повіту Мазовецького воєводства.
Населення — 328 осіб (2011).
У 1975-1998 роках село належало до Варшавського воєводства.

## Демографія
Демографічна структура станом на 31 березня 2011 року:
|          | Загалом | Допрацездатний вік | Працездатний вік | Постпрацездатний вік |
| -------- | ------- | ------------------ | ---------------- | -------------------- |
| Чоловіки | 153     | 40                 | 95               | 18                   |
| Жінки    | 175     | 39                 | 106              | 30                   |
| Разом    | 328     | 79                 | 201              | 48                   |